# 原子力事故

国際原子力事象評価尺度（INES）

原子力事故（げんしりょくじこ、英: Nuclear and radiation accidents）とは、原子力関連施設での放射性物質や放射線に関係する事故のこと。放射性物質や強力な放射線が施設外へ漏れ出すと、人々の健康・生活や経済活動に大きな被害をもたらす。原子力関連施設内での事故であっても、放射性物質や放射線の漏出にまったく無関係な事故は原子力事故とは呼ばない。
原子力発電所などで事故が発生した場合には、国際原子力事象評価尺度（INES）による影響度の指標が「レベル0」から「レベル7」までの8段階の数値で公表される。本項目ではINESレベル4未満の事象も含めて記述する。1970年代以降、レベル4以上の事故は7年以内の間隔で起こっている。

## 事故と異常事象
日本の原子力関連施設では、放射性物質が環境中へ放出されて公衆の健康を害する恐れが生じた場合やそれ以上を「事故」と呼び、そのような状況に至らない施設内での不測の事態は「異常事象」と呼んで区別している。

## 主な原子力事故

### 日本

#### INESレベル7の事故

##### 福島第一原子力発電所炉心溶融・水素爆発事故
2011年3月11日に発生した東北地方太平洋沖地震により、東京電力福島第一原子力発電所で電源喪失。溶融が発生、水素爆発により原子炉建屋が大破した。初の原子力緊急事態宣言が発出され、周辺半径20kmの住民には避難指示が出された。
経済産業省原子力安全・保安院は12日、国際原子力事故評価尺度 (INES) の暫定値で、「局所的な影響を伴う事故」とするレベル4に当たることを明らかにした。東海村JCO核燃料加工施設臨界事故と同レベル。経済産業省原子力安全・保安院は1 - 3号機の事故の深刻さを示す国際評価尺度 (INES) を、8段階のうち3番目に深刻な「レベル5」にすると発表した。その後、同年4月12日、経済産業省原子力安全・保安院は国際評価尺度 (INES) の暫定評価を「レベル7」にすると発表した。

#### INESレベル4の事故
1999年9月30日 東海村JCO核燃料加工施設臨界事故
日本で3番目の臨界事故で、作業員2名が死亡。

#### INESレベル3以下の事故
1978年11月2日 東京電力福島第一原子力発電所3号機事故
日本で最初の臨界事故とされる。
戻り弁の操作ミスで制御棒5本が抜け、午前3時から、出勤してきた副長が気付きゆっくり修正し終わる10時半までの7時間半、臨界が続いたとされる。
沸騰水型の原子炉で、弁操作の誤りで炉内圧力が高まり、制御棒が抜けるという本質的な弱点の事故。この情報は発電所内でも共有されず、同発電所でもその後繰り返され、他の原発でも（合計少なくとも6件）繰り返される。1999年志賀原発事故も防げたかも知れず、本質的な弱点なので、世界中の原子炉で起こっている可能性がある。
特に重要なのが、1991年5月31日の中部電力浜岡3号機の制御棒が同様に3本抜けた事故である。中部電力は1992年にマニュアルを改訂した。「国への報告はしなかったが、他電力へ報告した。」と主張した。
事故発生から29年後の2007年3月22日に発覚、公表された。東京電力は「当時は報告義務がなかった」と主張している。
1989年1月1日 東京電力福島第二原子力発電所3号機事故
原子炉再循環ポンプ内部が壊れ、炉心に多量の金属粉が流出した事故。レベル2。
1990年9月9日 東京電力福島第一原子力発電所3号機事故
主蒸気隔離弁を止めるピンが壊れた結果、原子炉圧力が上昇して「中性子束高」の信号により自動停止した。レベル2。
1991年2月9日 関西電力美浜発電所2号機事故
蒸気発生器の伝熱細管の1本が破断し、55トンの一次冷却水が漏洩し、非常用炉心冷却装置 (ECCS) が作動した。レベル2。放出量0.6キュリー。
1991年4月4日 中部電力浜岡原子力発電所3号機事故
誤信号により原子炉給水量が減少し、原子炉が自動停止した。レベル2。
1997年3月11日 動力炉・核燃料開発事業団東海再処理施設アスファルト固化施設火災爆発事故
低レベル放射性物質をアスファルト固化する施設で火災発生、爆発。レベル3。
1999年6月18日 北陸電力志賀原子力発電所1号機事故
定期点検中に沸騰水型原子炉 (BWR) の弁操作の誤りで炉内の圧力が上昇し3本の制御棒が抜け、想定外で無制御臨界になり、スクラム信号が出たが、制御棒を挿入できず、手動で弁を操作するまで臨界が15分間続いた。点検前にスクラム用の窒素を全ての弁で抜いてあったというミスと、マニュアルで弁操作が開閉逆だったと言うのが、臨界になる主な原因であった。レベル1 - 3。
2011年3月11日 東京電力福島第二原子力発電所事故
東日本大震災による地震・津波で原子炉の冷却機能が一時不全状態に陥った事故。
原子力安全・保安院は2011年3月18日にINESレベル3であるとの暫定評価を下した。
2013年5月23日 J-PARC放射性同位体漏洩事故
J-PARCハドロン実験施設にて、装置の誤作動により管理区域内に漏洩した放射性同位体が、排気ファンを回すという人為的な行動によって管理区域外に漏洩した事故。
原子力規制委員会は、2013年5月27日に本件をINESレベル1に相当する事象と暫定的に評価した。
2021年5月29日 日本製鉄瀬戸内製鉄所X線被曝事故
日本製鉄の工場で鉄板に施したメッキの厚みを測定するために使用されていたX線照射装置の点検・校正作業中、異常値が出たため作業員が測定室に入り装置を確認したが、このとき装置の電源が入ったまま、かつ作業員がX線照射窓の覆いを閉めたつもりでいたものの閉まっておらず、被曝した事故。作業員2人が腕や顔に紅斑が現れるなどし一時入院した。レベル3。

#### その他の事故
1973年3月 関西電力美浜発電所燃料棒破損
美浜一号炉において核燃料棒が折損する事故が発生したが、関西電力はこの事故を公表せず秘匿していた。この事故が明らかになったのは内部告発によるものである。
1974年9月1日 原子力船「むつ」の放射線漏れ事故
試験航行中の原子力船「むつ」の原子炉上部遮蔽リングで、主として高速中性子が漏れ出る「放射線漏れ」が発生した。
1995年12月8日 動力炉・核燃料開発事業団高速増殖炉もんじゅナトリウム漏洩事故
2次主冷却系の温度計の鞘が折れ、ナトリウムが漏洩し燃焼した。レベル1。この事故により、もんじゅは15年近く経った2010年4月まで停止を余儀なくされた。
1998年2月22日 東京電力福島第一原子力発電所
第4号機の定期検査中、137本の制御棒のうちの34本が50分間、全体の25分の1（1ノッチ約15cm）抜けた。
2004年8月9日 関西電力美浜発電所3号機2次系配管破損事故
2次冷却系のタービン発電機付近の配管破損により高温高圧の水蒸気が多量に噴出。逃げ遅れた作業員5名が熱傷で死亡。レベル0+。
2007年7月16日 新潟県中越沖地震に伴う東京電力柏崎刈羽原子力発電所での一連の事故
同日発生した新潟県中越沖地震により、外部電源用の油冷式変圧器が火災を起こし、微量の放射性物質の漏洩が検出された。この地震により発生した火災は柏崎刈羽原子力発電所1箇所のみであるとされる。
震災後の高波によって敷地内が冠水、このため使用済み核燃料棒プールの冷却水が一部流失している。
全ての被害の詳細は2007年10月現在もなお調査中である。この事故により柏崎刈羽原子力発電所は全面停止を余儀なくされた。
2007年11月13日、経済産業省原子力安全・保安院はこの事故をレベル0-と評価した。
2010年6月17日 東京電力福島第一原子力発電所2号機原子炉自動停止
制御盤内作業中に瞬間的に補助リレーが動作したことにより常用系電源が停止、冷却ファンが停止して原子炉が自動停止（トリップ）した。その後、非常用ディーゼル発電機2台が自動起動した。電源停止により一時水位が低下したが、蒸気を駆動源とする原子炉隔離時冷却系を手動で起動し、水位を戻した。

### カナダ
1952年12月12日 NRX事故
1947年にオンタリオ州（オタワの北西150km）のチョーク・リバー研究所に建設された出力4.2万KWの実験用原子炉NRXの事故である。操作ミスで制御棒が引き抜かれ、1万キュリーまたは370テラベクレルの放射能を有する放射性物質が外部に漏れた。その後1993年まで稼働していた。
1958年5月24日 NRU事故
1957年にチョーク・リバー研究所内に建設されたばかりの出力135万KWの研究用原子炉NRUの事故。燃料棒を引き抜いた際に燃料棒が過熱して出火し、その後燃料棒は2つに引き裂かれるように破壊された。火災は消し止められたが原子炉建屋内と研究所内の広範囲が汚染され、修復と除染に3ヶ月を費やした後に再稼働した。除染作業に従事したカナダ軍人1名が、後に珍しい種類の皮膚癌を発症し、カナダ政府から障害者年金を受給された。

### 旧ソビエト連邦・ロシア
1957年9月29日 ウラル核惨事
旧ソビエト連邦ウラル地方に建設された「チェリャビンスク65」という暗号名を持つ秘密都市の、「マヤーク」（灯台の意味）という兵器（原子爆弾）用プルトニウムを生産するための原子炉5基および再処理施設を持つプラントで起こった事故。プルトニウムを含む200万キュリーの放射性物質が飛散した。放射性物質の大量貯蔵に伴う事故の危険性を知らせた事故である。当初この事故は極秘とされていたが、西側に亡命した科学者であるジョレス・A・メドベージェフが1976年に英科学誌「ニュー・サイエンティスト」に論文を掲載したことで知られるようになった。国際原子力事象評価尺度でレベル6の大事故であり、現在も放射能汚染は続いている。
1958年4月16日 マイリ・スウ鉱滓ダム崩壊事故
ソビエト連邦下のキルギス共和国、ジャララバード州のウラン鉱山を有する閉鎖都市マイリ・スウ(西側名称:メールボックス200)にて、それまでも地滑りや地震が多発していたテクトニクス上不安定な丘の中腹に設置された、ウラン鉱滓を杜撰に野積みしていた鉱滓ダムが崩落、隣接するマイリ・スウ川に大量の鉱滓が流入し、キルギスのみならず、下流のカラダリヤ川を通して隣接するウズベク共和国(ウズベキスタン)のフェルガナ盆地一帯に放射能汚染が拡散した。ウラン鉱山は1968年に閉山したが、ソ連政府による鉱滓の封じ込めの措置は一切行われず、その後も大小の鉱滓崩壊事故が複数回発生して汚染が拡散し続けている。ソ連崩壊後に国際連合や世界銀行の出資による実態調査が進み、ブラックスミス研究所に因ればマイリ・スウ一帯は世界で最も放射性物質で汚染された10の区域の一つとされている。
1965年・1967年 原子力砕氷船「レーニン」冷却水漏れ事故
1959年に就役した世界初の原子力砕氷船「レーニン」が搭載していたOK-150原子炉は、一次冷却水が漏れた際の緊急冷却システムなどが無く、一次冷却水システムが故障した際はすぐにメルトダウンする恐れがあった。1965年2月、原子炉の燃料棒交換中に冷却水が失われる事故が発生し、燃料棒の約60%が溶融し原子炉内に固着した。この事故はメルトダウン寸前の深刻な事故で、乗組員が最大で30名死亡した。「レーニン」のOK-150原子炉は1967年にも冷却水漏れを起こしたため、6回目の航海を終えた1970年代初めに撤去され、ノヴァヤゼムリャに投棄された。
1980年 クラマトルスク放射線事故
ウクライナ共和国のクラマトルスクに新築されたフルシチョフカ様式のアパートメントに入居した人々のうち、2組の家族から次々に白血病による死者が出た。4名の死者のうち3名までが子供であったが、医師は当初白血病が発生した原因を特定できず、「遺伝的要因によるものではないか？」と推定したが、この説明に納得しない片方の家族の父親が、1989年に当局に対して「建物が何かおかしい」と訴え出た事から事態が発覚した。原因はアパートメントの壁のコンクリートの中に骨材として紛れ込んでいたセシウム137の放射線源であった。この放射線源は1970年代にドネツィク州の採石場で工業用放射線源として使用されていたもので、70年代後半に採石場から紛失し、捜索を行っても行方知れずのままとして報告されていたものであった。この放射線源が意図せず埋め込まれた壁が2家族の子供部屋のベッドの真横に位置していた事が、10代の子供たち3名が犠牲となる悲劇を生んでしまった。ウクライナ当局は直ちに壁の一部を切り取り、カプセルはキエフ原子力研究所で回収され廃却された。悲劇の舞台となったアパートメントは、カプセルの除去後は放射線量が自然界と同一となり、周囲は平穏を取り戻した。一連の事態での死者の数は資料によって幅があり、事件発覚直後の報告では子供3名、大人1名の4人であるが、この時点で重病となっていた子供1名、大人1名も後年死亡した為、合計人数を6名とする場合もある。
1982年2月 アンドレエフ湾原子力事故
ムルマンスクのソビエト連邦海軍の使用済核燃料貯蔵プールにて、厳冬期の貯留水の凍結融解に起因する第5プールの亀裂から汚染された貯留水の漏出が始まった。第5プール付近のガンマ線が急激に上昇した事から事態の発生がソ連海軍に把握されたが、ソ連海軍は当初はプールの破損はピンホール程度で、検出される線量から漏出も日量30リットル程度と判断し、小麦粉をプールに投入するなどの手段でしか対処が行われなかった。その後ガンマ線量が急激に増加していった事でソ連海軍は現場にリクビダートルを投入する事を決定。4月にはプールの建屋の地下部分600平方メートルをコンクリートで埋め固めたり、貯留水を凍結させる方法なども試されたが、ほとんど効果が無かった。9月には漏出は日量30トンまで増加し、使用済核燃料が空気中に露出する危機が迫ったが、リクビダートルたちはプールの金属ケースの周囲を鉄・鉛・コンクリートの混合物で覆い尽くす手法で1983年2月14日に漏出を完全に停止させた。アンドレエフ湾への汚染水の総漏出量は77万トンに達した。その後プール内の1500本の使用済核燃料容器は1989年12月13日までに全量がマヤークに搬出された。公式には一連の事態における死者や負傷者は記録されていないが、リクビダートル達の回想では使用済核燃料容器の搬出作業中に1名がプールに転落し、救出の為にもう1名がプールに飛び込んで大きなベータ線被曝を受けた事や、容器の搬出作業中腐食や損傷などで容器内の高レベル放射性廃液がしばしば外部に漏出し、その度にチェレンコフ放射とみられる不気味な発光現象が複数のリクビダートル達に目撃されていたが、ソ連政府に対するソ連海軍の公式報告ではこれらの事象の一切が隠蔽され、箝口令が敷かれた事などが証言されている。この事故で投入されたリクビダートルはムルマンスク軍港の港湾労働者を中心とした約1000名であったが、いずれも「放射能が極めて恐ろしいものである」事を日頃からある程度以上理解していた者たちばかりであった為、人的な二次被害は最小限に食い止められた。
1986年4月26日 チェルノブイリ原子力発電所事故
ソビエト連邦下のウクライナ共和国チェルノブイリ原発4号機が爆発・炎上し、多量の放射性物質が大気中に放出されたレベル7の大事故。原因は諸説あるが、発電実験中、出力が急上昇して起こったとされている。放射性物質は気流に乗って世界規模で被曝をもたらした。直接の死亡者は作業員・救助隊員の数十名だけである。しかし、2005年に発表された世界保健機関 (WHO) 等の複数組織による国際共同調査結果では、この事故による直接的な死者は最終的に9,000人と評価された。2000年4月26日に行われた14周年追悼式典では事故処理に従事した作業員85万人のうち、5万5,000人が死亡したと発表されている。この事故を契機に国際的な原子力情報交換の重要性が認識され、世界原子力発電事業者協会 (WANO) が結成された。
1993年4月6日 トムスク-7での事故
ロシア連邦トムスク州の都市セヴェルスクに旧ソ連時代からあるトムスク-7再処理コンビナートにおいて、硝酸での清掃時にタンクが爆発する事故。爆発によって放射性ガスの雲が放出された。国際原子力事象評価尺度レベル4の事故。
2017年9月、2017年秋の欧州空中放射線量増加
2017年9月から11月に掛けて、スイスやフランスなど複数の欧州諸国の原子力機関が、微量ではあるが発生元不明のルテニウム106の空中放射線量の増加を検出した。ルテニウム106の有意な増加は原子力事故などの発生を示唆するもので、欧州諸国の各原子力機関はロシアのマヤーク核技術施設が発生源ではないかとしてロシア政府に照会を行ったが、ロシア政府自体はマヤークとの関連性を否定しており、公式には原因不明のままとなっている。
2019年8月8日、ニョノクサ爆発事故
アルハンゲリスク州セヴェロドヴィンスク近郊のニョノクサ村の実験施設にて、9M730巡航ミサイルのものとみられる原子力推進エンジンのテスト中に爆発事故が発生し、8月12日までに事故に巻き込まれたロスアトムの労働者5人が急性放射線障害で死亡した。翌13日にニョノクサ村の村人約450人が一時避難させられたものの、翌日には避難命令は解除された。

### イギリス

#### 1957年10月10日 ウィンズケール原子炉火災事故
世界初の原子炉重大事故。イギリス北西部の軍事用プルトニウムを生産するウィンズケール原子力工場（現セラフィールド）の原子炉2基の炉心で黒鉛（炭素製）減速材の過熱により火災が発生、16時間燃え続け、多量の放射性物質を外部に放出した。国際原子力事象評価尺度レベル5の事故。避難命令が出なかったため、地元住民は誰も避難しなかった。数十人がその後白血病で死亡した。現在の所白血病発生率は全国平均の3倍である。当時のマクミラン政権が極秘にしていたが、30年後に公開された。現在でも危険な状態にある。2万キュリーのヨウ素131が工場周辺500平方キロメートルを汚染し、ヨードの危険性を知らせたことで有名である。水素爆発のおそれから注水に手間取った。これはスリーマイル島でも繰り返された。

### アメリカ合衆国

#### 1958年12月30日 セシル・ケリー臨界事故
ニューメキシコ州ロスアラモスのロスアラモス国立研究所のプルトニウム回収施設で発生。溶液処理槽で作業員が電動撹拌機を回したところ水が有機相を破って臨界状態に達してしまい、作業員3人が被曝した。1名が120シーベルト以上を被曝して死亡した。過酷な労働条件下での作業が原因とされる。

#### 1959年7月13日 サンタスザーナ野外実験所燃料棒溶融事故
カリフォルニア州ロサンゼルス市郊外約50kmのシミバレーにあったナトリウム冷却原子炉の燃料棒が溶融した。1500-6500キュリーのヨウ素131と1300キュリーのセシウム137が環境中に放出されたとされる。1960年に閉鎖されその後解体された。1979年に学生が偶然資料を発見し公表するまで極秘であった。
1996年にプルトニウム239とコバルト60、2011年にセシウムがそれぞれ規制値の数倍から数百倍検出された。

#### 1961年1月3日 SL-1事故

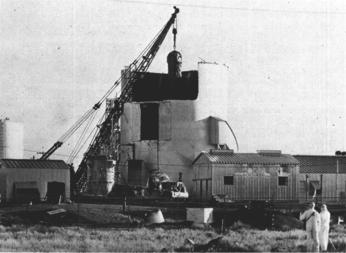
事故後、撤去されるSL-1の原子炉容器

SL-1 (Stationary Low-Power Reactor Number One) はアメリカのアイダホフォールズにあった海軍の軍事用の試験炉である。運転出力は軍事基地のための暖房用の熱エネルギーとして400 kW、電気出力として200 kWの合計600 kWであり、設計出力は3 MWであった。この原子炉が暴走する事故を起こして技術者3人が死亡。当時は事故原因が不明とされていたが、1971年にアメリカ原子力委員会がまとめた報告書では、死亡したうちの1人が自殺を図る目的で制御棒を引き抜いたことにより発生した事故と結論づけている。
制御棒は10センチまでしか引き出してはいけないところを50センチも引き出されていた。この制御棒は引き出すときにハウジングに引っかかることが事件前の映像からもわかっており、運転員が力まかせに引っ張ったものと考えられている。その結果大量の水蒸気が瞬時に発生し炉内が高圧になって炉が破壊された。この暴走により、13トンの原子炉容器が3メートル近く飛び上がった。事故で放出されたエネルギーは約50 MJに相当し、炉内にあった約100万キュリーの核分裂生成物のうち約1パーセントが放出されたと考えられている。なお原子炉は暴走したものの、その後減速材である軽水が失われたため自然に停止したと考えられている。また、冷却材が失われても炉心が溶融しなかったのは、炉の出力が小さかったためとも考えられる。

#### 1964年7月24日 ウッドリバー臨界事故
アメリカ・ロードアイランド州のウラン回収施設で起きた臨界事故。作業員1人が450シーベルト以上の被曝を受けて死亡した。事故処理に当たった工場長らが再臨界で被曝した。

#### 1966年10月5日 エンリコ・フェルミ炉
エンリコ・フェルミ炉 (Enrico Fermi Nuclear Generating Station) はアメリカのデトロイト郊外にあった高速増殖炉試験炉である。1966年10月5日に炉心溶融を起こし閉鎖された。原子炉の炉心溶融事故が実際に発生した最初の例とされている。後にこの事故について書かれたドキュメンタリーのタイトルには、『我々はデトロイトを失うところであった』と書かれた。

#### 1979年3月28日 スリーマイル島原子力発電所事故
アメリカ・スリーマイル島原子力発電所の炉心溶融事故。レベル5の事故であり、不完全な設備保全、人間工学を重視していない制御盤配置、そして中央制御室運転員の誤判断等が重なって発生した。当初は外部へ放射性物質が大量に放出されたとの報道もあった。この事故の影響により、アメリカ政府は新規原発建設中止に追い込まれた。アメリカではこの事故を契機にトラブルや運転等の情報を共有する組織として米国原子力発電運転協会 (INPO) が結成された。

#### 1979年7月16日 チャーチ・ロック鉱滓ダム汚染水流出事故
ニューメキシコ州チャーチ・ロックにてユナイテッド・ニュークリア社（現在のガルフ・ユナイテッド・ニュークリア社）が管理していたウラン鉱山の鉱滓ダムが決壊。ニューメキシコ州のナバホ族居留地を汚染した。また、流出したウランの鉱滓は、コロラド川の支流に沿って下流のアリゾナ州、ネバダ州へ移動し流域一帯を汚染した。

### フランス
1969年10月17日、サン＝ローラン＝デ＝ゾー原子力発電所燃料溶融事故
サン＝ローラン＝デ＝ゾー原子力発電所にて、黒鉛減速ガス冷却炉1号機の燃料挿入中にウラン50kgが溶けだした。この事故は国際原子力事象評価尺度レベル4に分類された。これは2012年までのフランス原子力史上最も大きな事故であった。
1980年3月13日、サン＝ローラン＝デ＝ゾー原子力発電所炉心溶融事故
サン＝ローラン＝デ＝ゾー原子力発電所にて、黒鉛減速ガス冷却炉2号機でウラン20kgが炉心溶融を起こす事故が発生した。激しい損傷を受けて原子炉は3年半の間運転できなかった。この事故は1969年の炉心溶融事故と同様、国際原子力事象評価尺度レベル4に分類された。
1999年12月27日、1999年ブレイエ原子力発電所の洪水
ジロンド川に面するボルドー近くのブレイエ原子力発電所で、大嵐(マルタン嵐）のため洪水が発生し、外部電源系が全部停止し、1，2号機の全電源喪失が起こった。1，2号機は蒸気発生器により炉心冷却ができ、またESWSも復旧した。幸い4号機が30日未明に復旧しこの事態は収まった。国際原子力事象評価尺度レベル2。この教訓は日本国内でも知られていたが、JNESの2007年の指摘に対し国内原発での安全策は講じられなかった。
2008年7月7日、トリカスタン原子力発電所事故
7日の夜から8日にかけて、フランス・アヴィニョン北部ボレーヌ市に接するトリカスタン原子力発電所において、ウラン溶液貯蔵タンクのメンテナンス中、タンクからウラン溶液約3万リットルが溢れ出し、職員100人余が被曝し、付近の河川に74 kgのウラニウムが流れ出した。原発は一時閉鎖され、水道水の使用や河川への立ち入りが禁止されるなどした。

### スイス

#### 1969年1月21日、リュサン炉
スイスのボー州リュサン（Lucens）の研究用ガス冷却地下原子炉での冷却材喪失事故で、炉心燃料が一部溶融、放射性物質が洞窟内に漏れた。

### ブラジル
1987年9月、ゴイアニア被曝事故
ブラジルのゴイアニア市で発生した放射能汚染事故。閉鎖された病院に放置されていた放射線療法用の医療機器から放射線源が盗難に遭い、地元のスクラップ業者によって解体された事で内部のセシウム137が露出。放射性物質の危険性を認識できず蛍光物質が暗闇で光るという特性に好奇心を持った人々が自宅に持ち帰るなどした事で、貧民街を中心に汚染が広がった。同年の12月までに250人が被曝し、4人が急性放射線障害で死亡した。翌年の3月までに汚染がひどかった家屋7軒が解体され、周辺の土壌交換などが行われた。

### メキシコ
1962年3月、1962年メキシコシティ被曝事故
メキシコのメキシコシティ市で発生した放射能汚染事故。当時10歳の少年が放射線療法用の医療機器のコバルト60放射線源を何処かより入手し、自宅に持ち帰った事で少年を含む家族5人が重度の被曝を受け、同年10月までに少年を含む一家4人が急性放射線障害で死亡した。家族のうち、生存者は少年の父親のみであった。汚染の規模は異なるが、ゴイアニア被曝事故と内容がほとんど同じ原子力事故であり、放射線源の不適切な管理状況がもたらす悲劇の典型例でもある。

### スペイン
1990年12月10日-20日、1990年サラゴサ放射線治療事故
スペインのサラゴサにて、不適切な手順によるメンテナンスを受けた放射線治療機材が既定値の5倍以上の出力の放射線を発射してしまい、治療を受けた27人の患者のうち、25人が死亡した事件。国際原子力機関の調査により、25人の死者のうち急性放射線障害と認定されたのは11人であった。メンテナンスを請け負っていたゼネラル・エレクトリックは、総額で4億ペセタ(327億2400万円)の賠償責任を負うこととなった。

### コスタリカ
1996年8月-9月、1996年サンホセ放射線治療事故
コスタリカのサンホセにある聖ヨハネ・ア・デオ病院にて、コバルト60を用いる放射線治療機材が調整のミスにより既定値を上回る放射線を発射してしまい、114人の患者が過度の被曝を受け、うち13人が急性放射線障害で死亡した。

### パナマ
2000年8月-2001年3月、国立がん研究所 (パナマ)
パナマのパナマ市にある国立の癌治療施設にて、個々の患者に対する線量分布と照射量を計算する放射線治療計画システムのプログラムミスにより、複数のセクションの医師による入力内容が適切に累積線量表示に反映されない状態となってしまい、結果として通常では許容され得ない累積線量が患者に対して照射される事となった。一連の経過により20人の患者が過度の被曝を受け、うち8人が急性放射線障害で死亡した。

## 主な軍事原子力事故
原子力潜水艦などの事故(原潜事故)について、概説する。

### 原子力潜水艦

#### 旧ソ連・ロシア
級の名前はNATOが命名。本当の名前は当時最高機密事項だったので、旧ソ連海軍であってもNATO名で記載する。深さは沈没した潜水艦のいる場所の深さである。
- 1961年7月4日 K-19（ソ連海軍初の原潜、ホテル級原子力潜水艦） 一次冷却系の圧力低下によって生じた事故である。8名が死亡した。原因は、修理中の溶接棒の破片が冷却回路内に入っていたため[注釈 4]。
- 1985年8月10日 エコー2型K-431。ウラジオストック近郊チャジマ湾の船舶修理工場で燃料棒交換中に、原子炉の誤操作で制御棒が抜かれ、炉心の核反応が高まり原子炉が爆発した。10名が即死、290名が被曝した。この事故で放出された放射線は1時間あたり9万レントゲンであった[34]。
- 1989年4月7日、2基の原子力魚雷を搭載した旧ソビエト海軍の原子力潜水艦コムソモレツ（K-278）がノルウエー沖で火災を起こし沈没。ノルウェー当局による2019年7月の沈没状況調査では、艦体ダクトハイプの海水から800Bq/Lが検出されたが、その他ではこうした高濃度の漏洩は確認されていない[35]。

#### アメリカ合衆国
- 1963年4月10日 米パーミット級原潜「スレッシャー」。ドック入りによるオーバーホール終了後、大西洋ニューイングランド沖で潜航試験中、浸水が発生して原子炉が緊急停止。浮上を試みるも推進力を失った上、バラストタンクの弁が氷で塞がるなどして果たせず、最終的に圧壊沈没、129名が死亡した。原因としては海水配管システムのろう付け箇所破損の他、1962年6月の衝突事故と海面下の内部波の関与が疑われる。後の潜水調査で、2,500m地点に沈む残骸からコバルト60が検出されている。

### 航空機事故
- 1966年1月17日 米軍のB-52G戦略爆撃機がスペイン南部の沿岸上空で空中給油機と衝突し、4個の水爆が地上と海中に落下した。そのうち2個の水爆の起爆装置が地上で爆発し、プルトニウムとウラニウムが飛散した。1,500トンの土が回収されたが、2008年の調査では、30ヘクタールの5万立方メートルに500gのプルトニウムが深さ5mまで残っている（パロマレス米軍機墜落事故を参照）。
- チューレ空軍基地米軍機墜落事故

### その他の事故
核実験や軍需工場の事故の影響で広範囲に放射能汚染が発生した事例を記述する。
- カラチャイ湖の放射能汚染（英語版） - ソビエト連邦にて1945年から1948年に掛けて建設されたマヤーク核技術施設は、中・低レベル放射性廃棄物を含む廃液を、施設内にある福島第一原子力発電所よりも面積が小さいカラチャイ湖へと放流し続けてきた。ワールドウォッチ研究所（英語版）に因ると、カラチャイ湖は世界で最も放射能汚染が酷い場所であるという。
- テチャ川 - マヤーク核技術施設では高レベル放射性廃棄物を含む廃液はタンクに貯蔵されていたのだが、タンク本体の容量不足により廃液を貯蔵しきれなくなった場合や、化学物質による腐食などの要因でタンクその物に破損の危険性が迫った場合には、緊急措置として隣接するテチャ川へ廃液を放流していた。大規模な放流は1949年-1951年5月に掛けての6500万立方メートル、1951年6月-9月の6200万立方メートル、1951年10月の2120万立方メートルの3回が記録されている。
- ロッキー・フラッツの放射能汚染（英語版） - アメリカ合衆国の核施設であるロッキーフラッツ周辺では、1957年のプルトニウム切削屑の発火による施設火災、放射性廃棄物を含む廃液をドラム缶に詰めて大量に野積みしていた「パッド903」におけるドラム缶の腐食破損による廃液の漏出、1969年に再び発生したプルトニウム切削屑に起因する施設火災の3度の事故により、高度の放射能汚染が報告されている。
- ハンフォード・サイト - アメリカ合衆国の核施設で、1944年から1971年に掛けて原子炉の冷却の為にコロンビア川から大量の水を取水し、炉心の冷却後に最大で6時間程度貯水池に保管した後に再び放流していた。また、プルトニウムの分離行程で空気中に微量の放射性物質が日常的に放出されており、特に1945年から1951年に掛けて最も多く放出された。それ以外にも孤発的な事故により度々大きな放射能漏れが起きていたが、最も悪名高いのは1949年12月2から3日に掛けて実行されたグリーン・ラン（英語版）と呼ばれる実験によるもので、5500-12000キュリーのヨウ素131が大気中に放出された。
- ジョンストン島 - 1962年に行われたアメリカ合衆国の核実験、フィッシュボウル作戦（英語版）にて、合計4回の核ミサイルの発射失敗事故が発生し、墜落した核ミサイルによって島の広範囲が放射能汚染を受けた。

### 人工衛星落下
- コスモス954号
- コスモス1402号

## 原子力事故を主題としたフィクション作品
※事故が物語上の1エピソードとして扱われる作品も含まれている。
- プロメテウス・クライシス (The Prometheus Crisis) - トーマス・N.スコーシア（英語版）とフランク・M.ロビンソン（英語版）による1975年のアメリカの小説。巨大原子力発電所が事故を起こしロサンゼルスを死の灰が襲う[36]。
- チャイナ・シンドローム - 1979年公開のアメリカ映画
- チェーン・リアクション - 1980年公開のオーストラリア映画
- ゴルゴ13 第213話「2万5千年の荒野」 - 日本のシリーズ漫画の、1984年に発表された当エピソードでは、南カリフォルニアで操業を開始した原子力発電所にメルトダウンの危機が迫る。ゴルゴ13は貯まった水蒸気を逃がすために原子炉内のパイプを狙撃する[37]。
- みえない雲 - 1987年発表のドイツのヤングアダルト向け小説。2006年には映画化された
- 一九九九年地球壊滅 - 1988年発表の桐山靖雄による日本の小説。世界4ヵ国にある5ヵ所の原子力発電所が爆破され、世界中に死の灰が広がる[38]。
- 第五惑星アスカ - 1989年発表の日本のライトノベル
- 夢 『赤冨士』、『鬼哭』- 1990年公開の日本、アメリカ合作映画 黒澤明監督の夢を基にしたオムニバス映画。『赤富士』では原子力事故で富士山が噴火する様子を、続く『鬼哭』では放射能汚染で人が鬼になって生きる世界を描いている。
- 罵詈雑言（バリゾーゴン）- 1996年発表の渡辺文樹監督による自主映画。福島県のある原子力発電所で起こった重大トラブルにからんで自殺、殺人事件が起こる。事件を知った主人公が村人から話を聞いて回る間に、村への大規模な原子力発電所の誘致の動きが進む[39]。
- ザ・ホワイトハウス シーズン7第12話「Duck and Cover」 - アメリカのテレビドラマシリーズの、2006年1月に放送（日本では2009年に放送。和題は『メルトダウンの危機』）された当エピソードにおいて、カリフォルニアの原子力発電所で事故が発生する。
- COPPELION - 2008年から2016年まで連載されていた日本の漫画
- 臨界幻想2011 - 1981年から82年にかけて『臨界幻想』の題で上演され、『臨界幻想2011』に改作後2012年から再演されている日本の舞台演劇
- 希望の国 - 2012年公開の日本映画
- 朝日のあたる家 - 2013年公開の日本映画
- Fukushima 50 - 2020年公開の日本映画　福島第一原子力発電所事故をもとに書かれている